# Soane Patita Paini Mafi
Soane Patita Paini Cardinal Mafi (Nuku'alofa, Tonga, 19 de desembre de 1961) és el quart bisbe catòlic de Tonga. Als 53 anys, el 14 de febrer de 2015, va ser creat pel Papa Francesc com el primer cardenal de Tonga i esdevingué el membre més jove del Col·legi de Cardenals, amb el títol de Cardenal prevere de Santa Paola Romana.

## Biografia
Mafi va néixer en el si d'una família molt catòlica. El seu pare i el seu avi havien estat catequistes. Va créixer a Tonga i, de jove, formà part d'un grup parroquial a Kolofo'ou, prop de la capital Nuku'alofa, a l'illa principal de Tongatapu. Estudià pel sacerdoci al Seminari Regional del Pacífic a Suva (Fiji). Va ser ordenat prevere el 1991, als 29 anys.

### Sacerdoci
Passà quatre anys de tasca parroquial a l'illa de Ha'apai. El 1995 el bisbe Foliaki el nomenà vicari general de la diòcesi amb només 34 anys; i quan només feia 5 anys que estava ordenat.
Passà tres anys estudiant educació religiosa a Universitat Loyola de Baltimore, graduant-se al 2.000. Llavors va ser destinat durant sis anys a Suva (Fiji), encarregant-se de la preparació dels preveres locals.

### Bisbe
Mafi va ser nomenat bisbe coadjutor de Tonga el juny del 2007, sent consagrat bisbe aquell any. Va succeir el bisbe Soane Lilo Foliaki com a bisbe de Tonga el 18 d'abril de 2008, convertint-se en el primer prevere diocesà en ser bisbe de Tonga (els seus tres predecessors eren membres de la Societat de Maria. Participà en la Tercera Assemblea General Extraordinària del Sínode de Bisbes sobre els Desafiaments Pastorals de la Família en el Context de l'Evangelització, celebrat entre el 5 i el 19 d'octubre. Mafi presideix la Conferència Episcopal del Pacífic des del 2010.

### Cardenal
El 14 de febrer de 2015, el Papa Francesc creà Mafi cardenal amb el títol de Cardenal prevere de Santa Paola Romana. El 13 d'abril de 2015 va ser nomenat membre de la Congregació per a l'Evangelització dels Pobles i del Consell Pontifici Cor Unum pel Desenvolupament Humà i Cristià.

## Honors
Gran Creu de Cavaller de l'orde de la reina Salote Tupou III – 30 de juny de 2015